# Kaiser Darrin
La Kaiser Darrin è un'autovettura sportiva realizzata dalla Kaiser Motors nel 1954.

## Sviluppo
La realizzazione di una vettura sportiva in configurazione roadster fu voluta da Henry J. Kaiser per contrastare le vendite dei modelli di provenienza europea sul mercato statunitense. Capo del progetto fu Howard Darrin, da cui il mezzo prese il nome. Ne sono stati costruiti 6 prototipi e 453 esemplari nell'unico anno di produzione. Lo stop della produzione venne determinato dalle scarse vendite del mezzo e da una tempesta di neve che si abbatté sulla fabbrica di Toledo, in Illinois, dove venivano costruiti i veicoli.

## Tecnica
La vettura fu la prima vettura sportiva statunitense costruita con il corpo in vetroresina, anticipando di qualche tempo la Chevrolet Corvette. Le portiere laterali della vettura non erano incernierate ed apribili verso l'esterno, in quanto esse erano posizionate su di un piano scorrevole che le faceva scorrere nella parte anteriore della vettura al momento dell'ingresso nell'abitacolo del pilota e del passeggero. L'impianto frenante era stato ereditato dalla Kaiser Manhattan.
Come propulsore venne impiegato un F-head 2.6 sei cilindri da 90 cv. La scelta del propulsore fu la causa di un ritardo dell'immissione sul mercato della Darrin, in quanto il primo prototipo venne presentato nel 1952, ma la commercializzazione partì solo nel 1954 poiché i vari propulsori testati prima dell'F-head o si erano rivelati inadeguati o vi erano stati problemi di forniture. Sempre il motore determinò lo scarso successo della Darrin, in quanto le prestazioni che assicurava non erano ottimali per un'auto sportiva (velocità massima non superiore a 153 km/h e accelerazione da 0 a 100 km/h in 15 secondi).